# Australicoccus grevilleae
Australicoccus grevilleae är en insektsart som först beskrevs av Fuller 1899.  Australicoccus grevilleae ingår i släktet Australicoccus och familjen ullsköldlöss. Inga underarter finns listade i Catalogue of Life.